# TRAVEL ROCK
『TRAVEL ROCK』（トラヴェル・ロック）は、小泉今日子の18枚目のオリジナル・アルバム。1993年11月21日にビクターエンタテインメントから発売された。CDは20bit K2 Mastering仕様。

## 概要
全10曲中オリジナル曲である8曲の作詞を小泉自身が手掛けている。ほか、ムッシュかまやつ(かまやつひろし)のカバー「やつらの足音のバラード」、オノ・ヨーコのカバー「女性上位万歳」なども収録された。シングル曲は1曲も含まれていないが、「やつらの足音のバラード」は1994年2月に発売されたシングル「My Sweet Home」のカップリング曲として、バージョンを変えて収録された。
1994年1月21日には、本作から3曲を選曲しリミックス等を施して収録した12インチシングル『REMIX TRAVEL ROCK』がリリースされた。このアルバムはKOIZUMIX PRODUCTION名義となっている。

### 批評
音楽情報サイトCDジャーナルでは、「”トラベル・ロック”は、携帯用の小ぶりな(可愛らしい)ロックでしょう。プロデューサー小泉さんは、力まず手を抜かず、等身大の音楽作りをしてます。派手さは無いけれどじっくりと楽しめるアルバム。」と評されている。

## 収録曲

### CD
| #         | タイトル                   | 作詞       | 作曲           | 編曲       | 時間  |
| --------- | -------------------------- | ---------- | -------------- | ---------- | ----- |
| 1.        | 「LOVE SHELTER」           | 小泉今日子 | Ebby           | Ebby       | 5:10  |
| 2.        | 「SIMULATION」             | 小泉今日子 | 山下誠         | 武内享     | 4:36  |
| 3.        | 「RAIN」                   | 小泉今日子 | 高木完         | 高木完     | 4:44  |
| 4.        | 「やつらの足音のバラード」 | 園山俊二   | かまやつひろし | 藤原浩     | 5:03  |
| 5.        | 「おやすみ…」              | 小泉今日子 | Ebby           | Ebby       | 5:09  |
| 6.        | 「遠い街のスタンプ」       | 小泉今日子 | 沖野俊太郎     | 沖野俊太郎 | 5:56  |
| 7.        | 「soramimi」               | 小泉今日子 | 武内享         | 武内享     | 6:26  |
| 8.        | 「湖のほとり」             | 小泉今日子 | Ebby           | Ebby       | 5:50  |
| 9.        | 「女性上位万歳」           | YOKO ONO   | YOKO ONO       | 高木完     | 4:25  |
| 10.       | 「TRAVEL ROCK」            | 小泉今日子 | 沖野俊太郎     | 沖野俊太郎 | 5:07  |
| 合計時間: | 合計時間:                  | 合計時間:  | 合計時間:      | 合計時間:  | 52:39 |

## 参加ミュージシャン
| (CDアルバムに付属するライナーノートより) LOVE SHELTER - Guitars: Ebby - Bass: CHIROLYN - Drums: 中幸一郎 - Keyboards: 小滝満 - Programing: Ebby、小滝満 - Chorus: 小泉今日子 SIMULATION - Guitars: 武内享 - Bass: TATSU - Drums: 中村達也 - Percussion: 中村達也 - Keyboards: 八木橋カンペー - Chorus: 小泉今日子 RAIN - Guitars: ブラボー小松 - Bass: 沖山優司 - Drums: 戸田よしえ - Percussion: スティーヴ衛藤 - Keyboards: 朝本浩文 - Programing: 高木完、佐土井照仁 - Chorus: DA BROWNX2694 やつらの足音のバラード - Acoustic Guitars: 藤原浩 - Percussion: 朝倉 "ASA-CHANG" 弘一 - Keyboards: 朝本浩文 - Programing: 藤原浩、宮崎泉 おやすみ… - Guitars: Ebby - Bass: MECKEN - Percussion: 中幸一郎 - Drums: 中幸一郎 - Keyboards: 小滝満 - Programing: Ebby、小滝満 - Chorus: 小泉今日子 | 遠い街のスタンプ - Guitars: 沖野俊太郎 - Bass: 古閑裕 - Drums: 小松孝信 - Percussion: 小松孝信 - Keyboards: 久慈洋子、沖野俊太郎 - Chorus: 沖野俊太郎 soramimi - Guitars: 武内享 - Bass: 鈴木伸 - Percussion: アンディ檜山 - Chorus: 小泉今日子 湖のほとり - Guitars: Ebby - Bass: MECKEN - Keyboards: 小滝満 - Programing: Ebby、小滝満 女性上位万歳 - Guitars: ブラボー小松 - Bass: 沖山優司 - Drums: 戸田よしえ - Percussion: スティーヴ衛藤 - Keyboards: 朝本浩文 - Sitar: 武内享 - EMS: 高木完 - Chorus: 女性上位'S - 本郷"社長"素美 - 西原"YUGE"優恵 - 渡辺"アグレッシブ"MAKI - 向井"FAX買え!!"祐美子 - 滝子 K.NIAGARA - Programing: 高木完、佐土井照仁 TRAVEL ROCK - Guitars: 沖野俊太郎、石田真人、土中康史 - Bass: 古閑裕 - Drums: 小松孝信 - Piano: 沖野俊太郎 |

## REMIX TRAVEL ROCK

### 収録曲
| #  | タイトル                             | 作詞       | 作曲     | 時間 |
| -- | ------------------------------------ | ---------- | -------- | ---- |
| 1. | 「女性上位万歳」(FEMALE FUNK UP MIX) | YOKO ONO   | YOKO ONO | 4:05 |
| 2. | 「RAIN」(ALTERNATIVE REFLEX VERSION) | 小泉今日子 | 高木完   | 4:19 |
| 3. | 「SIMULATION」(CLUB MIX)             | 小泉今日子 | 山下誠   | 7:22 |
| 4. | 「RAIN」(BONUS BEATS)                | 小泉今日子 | 高木完   | 2:08 |